# Synnaåssjön
Synnaåssjön är en sjö i Härjedalens kommun i Härjedalen och ingår i Ljusnans huvudavrinningsområde. Sjön är 5 meter djup, har en yta på 0,183 kvadratkilometer och befinner sig 429 meter över havet.

## Delavrinningsområde
Synnaåssjön ingår i det delavrinningsområde (692729-136833) som SMHI kallar för Utloppet av Synnaåssjön. Medelhöjden är 523 meter över havet och ytan är 1,04 kvadratkilometer. Det finns inga avrinningsområden uppströms utan avrinningsområdet är högsta punkten. Vattendraget som avvattnar avrinningsområdet har biflödesordning 2, vilket innebär att vattnet flödar genom totalt 2 vattendrag innan det når havet efter 336 kilometer. Avrinningsområdet består mestadels av skog (71 procent). Avrinningsområdet har 0,18 kvadratkilometer vattenytor vilket ger det en sjöprocent på 17,1 procent.